# Den Frie
 Der er for få eller ingen kildehenvisninger i denne artikel, hvilket er et problem. Du kan hjælpe ved at angive troværdige kilder til de påstande, som fremføres i artiklen.

Den Frie (tidligere Den frie Udstilling) er en kunstnersammenslutning, der blev stiftet i 1891 af danske billedkunstnere i protest mod adgangskravene til det etablerede Charlottenborg.
Det gør udstillingen til Danmarks ældste sammenslutning af kunstnere. Forbilledet var den franske Salon des Refusés.
Maleren Johan Rohde var initiativtager og blandt stifterne var J.F. Willumsen, Anne Marie Carl Nielsen, Vilhelm Hammershøi, ægteparret Harald og Agnes Slott-Møller, Christian Mourier-Petersen og Malte Engelsted. På den første udstilling deltog også kendte navne som P.S. Krøyer, Julius Paulsen og Kristian Zahrtmann.

## Bygningen
Kunsthandler Kleis' lokaler på Vesterbrogade 58 var det første udstillingslokale. To år senere lejede Den frie en grund på Rådhuspladsen ved Vesterport Passage og arkitekt Thorvald Bindesbøll påtog sig opgaven at bygge huset. Ved den næste udstilling i det nye hus undlod Willumsen at udstille på grund af skældud fra pressen, og hans afløsere blev ingen mindre end Paul Gauguin og Vincent van Gogh.
Men Københavns Rådhus skulle bygges, og Den Frie fandt nye lokaler i Aborreparken (der hvor Vesterport ligger i dag). Arkitekt denne gang var Willumsen, som røg uklar med stadsarkitekten, og den nye bygning i sten blev til en bygning i træ indviet i 1898. Her udstillede en anden stor udenlandsk malergæst, Edvard Munch.

Nu deltog også billedhuggere i Den Frie, hvilket øgede behovet for mere plads. Willumsen byggede en ottekantet pavillon-tilbygning i 1905, og to år senere tilføjedes en bygning af arkitekt Peder Vilhelm Jensen Klint. I 1913 blev lejemålet endnu engang opsagt, da banegraven skulle anlægges, og nu genopførtes bygningerne ved Østerport Station. Endelig kom I 1954 en tilbygning tegnet af arkitekt Tyge Hvass.
I 1986 blev bygningen fredet, og i 2002 skete en nænsom restaurering, bl.a. fik pegasusrelieffet over hovedindgangen opforgyldt det gamle egetræ.
| - Bygninger og udsmykning - Kleis Kunsthandel, 1891 - Den Frie's udstillingsbygning på Rådhuspladsen, ml. 1893 og 1898 - Pegasus. Udsmykning i gavltrekant |

## Medlemmer
I 2009 deltog
- Aksel Jørgensen
- Henrik B. Andersen
- Günther Selichar
- Martin Erik Andersen
- David Tibet
- Jesper Christiansen
- Helmut Federle
- Torben Ebbesen
- Wiliam Anastasi
- Søren Elgaard
- Yannis Adamakos
- Vana Xenou
- Niels Guttormsen
- Andrea Ostermeyer
- Signe Guttormsen
- Hermann Pitz
- Hein Heinsen
- Lawrence Weiner
- Peter Holst Henckel
- The Atlas Group/Walid Raad
- Jytte Høy
- David Shrigley
- Jun Ichi Inoue
- Minako Masui
- Elsebeth Jørgensen
- Pia Rönicke
- Maryam Jafri
- Sophia Kalkau
- Maurice Maeterlinck
- Ursula Andkjær Olsen
- Leif Kath
- Julia Bornefeld
- Elle Klarskov Jørgensen
- Jens Lindhe
- Thorbjørn Lausten
- Chiaki Watanabe
- Freddie A. Lerche
- Dieter Villinger
- Jørgen Michaelsen
- Gareth James
- Mogens Møller
- Nasser M. Joffi
- Kim Naver
- Signe Persson-Melin
- Lis Nogel
- Tine Bay Lührssen
- Bjørn Nørgaard
- Tan Ping
- Kirsten Ortwed
- Astrid Klein
- Poul Pedersen
- Lise Terdjman
- Lars Bent Petersen
- Glen Sorensen
- Finn Reinbothe
- Al Terego
- Bent Sørensen